# Nie ma to jak hotel (seria 2)
Seria druga serialu Nie ma to jak hotel była emitowana od 3 lutego 2006 r. do 2 czerwca 2007 r. w Stanach Zjednoczonych na kanale Disney Channel. W Polsce sezon ten był emitowany od 17 grudnia 2007 r. do 24 stycznia 2008 r. na kanale Disney Channel, a także od 19 września 2009 r. na Disney XD.

## Główne
| Postać             | Odtwórca       | Odcinki |
| ------------------ | -------------- | ------- |
| Zack Martin        | Dylan Sprouse  | 39      |
| Cody Martin        | Cole Sprouse   | 39      |
| London Tipton      | Brenda Song    | 37      |
| Maddie Fitzpatrick | Ashley Tisdale | 38      |
| Marion Moseby      | Phill Lewis    | 39      |
| Carey Martin       | Kim Rhodes     | 39      |

## Lista odcinków
| 27 | Odd Couples                            | Niedobrana para                       | 17 grudnia 2007                                   | 19 września 2009                                  |
| Zack nie sprząta swojej części pokoju i tak śmierdzi, że koledzy nie chcą u nich grać. Zdenerwowany Cody przeprowadza się do szafy i koledzy odwiedzają tylko jego. Gdy Zack postanawia sprawdzić, co się tam dzieje do szafy wchodzi coraz więcej osób, aż w końcu wypadają z niej wszyscy oprócz Zacka, który wcześniej wyszedł i postanowił posprzątać pokój. Po tym gdy Carey odkryła, co dzieje się w szafie, Cody znowu wrócił do pokoju. Tymczasem London zakochuje się w chłopaku, który przyjechał na zjazd uzdolnionych uczniów, jednak w ogóle nie umie z nim rozmawiać. Maddie daje jej słuchawkę i mówi do niej słowa, które London ma mu przekazywać. Potem zostaje zdemaskowana, a Maddie całuje się z Trevorem. |                                        |                                       |                                                   |                                                   |
| 28 | French 101                             | Francuski na 101                      | 18 grudnia 2007                                   | 19 września 2009                                  |
| Do Tiptona przyjeżdża Francuzka, a bliźniaki się w niej zakochują. Zack chce się wieczorem z nią umówić, ale Carey doradza Cody’emu, że jak jemu też się podoba, to niech się z nią umówi. Ten zamyka Zacka w szafie i „wypożyczając” Moseby’ego jako tłumacza umawia się z dziewczyną na dyskotekę. Nagle zjawia się Zack i też próbuje się z nią umówić na dyskotekę za pomocą gestów (ty, ja, jeść, disco). Cody idzie z Francuzką na randkę. Potem razem z Zackiem walczą o nią, a na końcu Bob ją „zgarnia”. Tymczasem na London napada złodziej, który chce ukraść jej torebkę. Esteban próbuje go powstrzymać, ale mu się nie udaje i obrywa od złodzieja. W hotelu pojawiły się plotki, że Esteban dostał od dziewczyny. Esteban się źle z tym czuje. Maddie wpada na pomysł, że Arwin będzie udawał złodzieja i napadnie na London. London daje znak Estebanowi i ten walczy zaciekle. Carey dziwi się, dlaczego one mu nie pomagają. Dziewczyny tłumaczą jej, że to Arwin. Nagle Arwin przychodzi i okazuje się, że Esteban walczy z prawdziwym złodziejem i wygrywa. |                                        |                                       |                                                   |                                                   |
| 29 | Day Care                               | Nieznośne przedszkole                 | 19 grudnia 2007                                   | 26 września 2009                                  |
| Maddie opiekuje się przedszkolakami. Później musi powstrzymać babcię od tańca limbo w hotelowym lobby, więc zostawia dzieci pod opieką Zacka, Cody’ego i Estebana. Gdy bawią się w chowanego, dzieciaki uciekają. Bliźniaki muszą złapać je wszystkie, jednak dzieciaki są bardzo cwane. Tymczasem London poleca Moseby’emu i Carey pójść na zajęcia z jogi żeby mogli się trochę odprężyć. London nie podobają się metody nauki instruktorki jogi więc przejęła prowadzenie zajęć. Do sali wpadają dzieci gonione przez Zacka i Cody’ego oraz Maddie i Esteban. Pan Moseby nie jest tym zachwycony. |                                        |                                       |                                                   |                                                   |
| 33 | Heck’s Kitchen                         | Cody kucharzem                        | 20 grudnia 2007                                   | listopad 2009                                     |
| Ivana nie chce zjeść dania przygotowanego przez Paola. Paolo wraz z załogą odchodzi. Moseby dowiaduje się, że do Tiptona ma przyjechać słynny krytyk kulinarny. Zawsze jest przebrany za chińczyka lub kowboja. Moseby każe bliźniakom szpiegować. Zack i Cody znajdują kowboja myśląc, że to on jest krytykiem. Nie wiedzą, że krytykiem jest mężczyzna w garniturze. Cody zostaje kucharzem, a Carey, Maddie, London, Zack i Moseby są jego pomocnikami. Niestety nie spełniają zamówienia krytyka. Krytyk jest niezadowolony, jednak Cody daje mu jakieś tajemnicze danie z łyżeczki i od razu poprawia mu się humor. Po tych wydarzeniach, Paolo wraz z załogą wracają do kuchni w Tiptonie. |                                        |                                       |                                                   |                                                   |
| 31 | Free Tippy                             | Uwolnić Tippy’ego                     | 21 grudnia 2007                                   | 3 października 2009                               |
| Zack i Cody dowiadują się, że Henry hotelowy woźnica zostanie wysłany na emeryturę, a Tippy koń ciągnący dorożkę do rzeźni. Postanawiają temu zapobiec. Moseby sprzedał Tippy’ego, ale jego obecny właściciel nie może go znaleźć, gdyż chłopcy go ukryli najpierw u Arwina, ale okazało się, że ma on alergię na sierść konia, a Tippy ma alergię na Arwina. Chłopcy z trudem ukrywają konia w swoim pokoju, jednak prawda wychodzi na jaw. Tymczasem Maddie pożycza London swoją bezcenną brożkę prababci. London gubi ją. Najpierw kupuje jej inną brożkę, a następnie spędza całą noc na szukaniu tej zgubionej w śmieciach. Na szczęście bezdomny znalazł brożkę Maddie i oddaje ją dziewczynie. Bliźniaki przekonują pana Moseby’ego, że wiek Henry’ego nie przeszkadza mu w wykonywaniu pracy i wraca on na stanowisko w duecie z Tippym. |                                        |                                       |                                                   |                                                   |
| 32 | Forever Plaid                          | Dziura w ścianie                      | 22 grudnia 2007                                   | 7 października 2009                               |
| Podczas gdy Zack i Cody grają w piłkę, jeden z nich robi przypadkiem dziurę w ścianie. Widać tam sąsiedni pokój w którym nocuje damska drużyna futbolowa. Później przychodzą Bob i Warren podglądać razem z bliźniakami. Po jakimś czasie dziewczyny orientują się, że są obserwowane i dziabią chłopców w oczy, a w tej samej chwili zjawiają się Moseby, Carey i Arwin i wszystko się wydaje. Tymczasem London zostaje przeniesiona do szkoły Maddie, która musi jej wszystko objaśnić i być za nią odpowiedzialna. Podczas siedzenia w szkolnej kozie London ucieka, a Maddie za nią biegnie. Żeby nikt ich nie zobaczył, dziewczyny muszą się przebrać za dwie siostry, które przyjechały z wizytą z Finlandii. Kiedy przybywają prawdziwe z siostrą Dominiką, wszystko się wydaje. London i Maddie siedzą w szkolnej kozie. London mówi siostrze Dominice że to jej wina i że Maddie chciała ją zatrzymać jednak ta odbiera to jako przyznanie się do winy i kara London zostaje anulowana a Maddie jest na nią wściekła. |                                        |                                       |                                                   |                                                   |
| 33 | Election                               | Wybory                                | 23 grudnia 2007                                   | 10 października 2009                              |
| Cody startuje w wyborach na przewodniczącego szkoły. Carey pyta Zacka, dlaczego nie startuje w wyborach. Zack postanawia konkurować z Codym. Jeden ośmiesza drugiego i na odwrót. Zackowi pomaga London, a Cody’emu Maddie. W dniu wyborów Bob także zgłasza swoją kandydaturę, jednak rezygnuje. London przekupuje uczniów mydełkami żeby głosowali na Zacka. Zack pokazuje całej szkole zdjęcie Cody’ego przytulającego swój kocyk. Kiedy jest kolej Cody’ego, ten wychodzi z plecakiem odrzutowym od Arwina, ale spada i wszyscy się z niego śmieją. Zack nie wytrzymuje, broni brata i rezygnuje, ponieważ Cody stara się zrobić coś dla szkoły. |                                        |                                       |                                                   |                                                   |
| 34 | Moseby’s Big Brother                   | Wielki Brat Moseby’ego                | 24 grudnia 2007                                   | 11 października 2009                              |
| Do hotelu przyjeżdża starszy brat Moseby’ego, Spencer. Moseby opowiada, że nigdy nie mógł mu w niczym dorównać. Tymczasem Zack i Cody kupili wspólny rower. Jednak Zack nigdy nie przestrzega rozpiski i wykorzystuje ją przeciwko Cody’emu. Okazuje się, że Spencer został bankrutem i prosi o pomoc brata. Mimo że Marion pomógł Spencerowi on nadal go nie szanuje jak brata. Wkrótce Cody i Moseby postanawiają postawić się braciom i powiedzieć im, co myślą. Marion bije się w holu ze Spencerem, a Cody zabiera rower i mówi, że Zack ma go traktować jak równego sobie. Maddie i Esteban wypisują fałszywe horoskopy London, jednak na końcu dziewczyna dowiaduje się o wszystkim i odpłaca się na nich. |                                        |                                       |                                                   |                                                   |
| 35 | Books & Birdhouses                     | Książki i karmniki dla ptaków         | 25 grudnia 2007                                   | 17 października 2009                              |
| Maddie i London mają napisać opowiadanie. London postanawia napisać o Ivanie psie mieszkającym w hotelu. Maddie wymyśla wspaniały wierszyk, który London zapisuje jako swoje dzieło. Zaczyna się I semestr w gimnazjum. Zack jest najlepszy za stolarki i bardzo lubiany przez nauczyciela. Cody poszedł na rozszerzoną matematykę, ale zajęcia zostały odwołane i postanowił chodzić na zajęcia z Zackiem. Za swoje wypracowanie London dostaje 6, a Maddie 4. Maddie jest zła, że London napisała jej wiersz. London wydaje książkę i staje się bardzo sławna. London postanawia nakręcić film na podstawie książki i chce, żeby ją zagrała Britney Spears. Cody nie radzi sobie ze stolarką. Kiedy jest sprawdzian nauczyciel wychodzi pomóc innej nauczycielce. Cody buduje „karmik dla ptaków” a Zack zegar. Cody jest załamany bo wie że dostanie 1. Zack postanawia zamienić się z bratem pracami, lecz gdy nauczyciel jest zawiedziony z pracy Zacka, Cody postanawia powiedzieć prawdę. Dostaje 3, a Zack 6. Na zlocie fanów książki London przychodzi prawnik, który informuje Maddie i London, że książka London jest bardzo podobna do innej książki. London przyznaje się, że wiersz wymyśliła Maddie i płaci karę za skopiowanie wiersza chronionego prawami autorskimi. |                                        |                                       |                                                   |                                                   |
| 36 | Not So Suite 16                        | Niezbyt słodka szesnastka             | 26 grudnia 2007                                   | 18 października 2009                              |
| London i Maddie pokłóciły się. Organizują obie osobne imprezy urodzinowe. Jednak kończy się to tym że na urodziny Maddie przyszli jacyś staruszcy i babcia Maddie, zaś London ciągle musi biegać albo do taty albo do mamy, a w końcu nie dostaje się na własną imprezę. London idzie do Maddie, a po chwili przychodzą inni z magnetofonem i wszyscy świetnie się bawią (nawet Zack) i tańczą. |                                        |                                       |                                                   |                                                   |
| 37 | Twins At The Tipton                    | Bliźniaki w hotelu                    | 27 grudnia 2007                                   | 24 października 2009                              |
| W hotelu Tipton jest zlot bliźniaków. Zack i Cody poznają dwie urocze bliźniaczki, które się z nimi umawiają. Cody jest załamany ponieważ rzuciła go Irma, więc Zack postanawia żeby Cody poszedł z nim i bliźniaczkami na randkę. Cody daje się namówić, a na kolacji bliźniaczki wychodzą razem z Codym do kina a Zack zostaje sam. London i Maddie poznają przystojnego chłopaka Kirka, On mówi, że ma jeszcze brata bliźniaka Dereka, który jest mądry, więc Maddie się z nim umawia, nie widząc go. Okazuje się, że jest on brzydki. Na kolacji Maddie dowiaduje się, że jej chłopak zakochał się w London. |                                        |                                       |                                                   |                                                   |
| 38 | Neither A Borrower Nor a Speller Bee   | Ani pożyczający, ani przeliterowujący | 28 grudnia 2007                                   | 25 października 2009                              |
| W Tiptonie organizowany jest konkurs ortograficzny „Słowna Pszczółka” polegający na poprawnym literowaniu słów. W konkursie bierze udział Cody. W tym czasie Zack ciągle gra na automatach, jednak brakuje mu pieniędzy i nikt mu nie chce pożyczyć. W końcu poznaje wielkiego chłopaka, który też bierze udział w tym konkursie. Zack pożycza od niego pieniądze, ale musi mu oddać i to z odsetkami wynoszącymi 20%. Mówi że jak mu nie odda tych pieniędzy, to będzie niemiło, ale ma też drugie rozwiązanie; Zack ma namówić Cody’ego do zrezygnowania w konkursie, bo on i Cody przeszli do finału. Zackowi nie udało się namówić w domu Cody’ego, jednak ten na scenie był gotowy to zrobić. Wtedy Zack krzyknął żeby się nim nie przejmował, bo on sobie poradzi. Cody dobrze przeliterował słowo i wygrał puchar, a Zacka spotkały nieprzyjemności. Okazało się, że tą „nieprzyjemnością” było powiedzenie o pożyczce. W końcu Carey oddała chłopakowi pieniądze i dała Zackowi karę. Tymczasem szkoła Maddie ma prace społeczne. London widzi, że zdjęcie jej przyjaciółki wykonującej pracę społeczną jest w gazecie. London przyprowadza masę fotografów i zaczyna pracować tylko po to żeby być w gazecie.                                                                 |                                        |                                       |                                                   |                                                   |
| 39 | Bowling                                | Kręgle                                | 29 grudnia 2007                                   | 5 grudnia 2009                                    |
| Tipton rywalizuje z Saint Markiem w różnych dziedzinach sportu, jednak za każdym razem przegrywają. Zack, jako że świetnie gra proponuje kręgle. Wszyscy są zachwyceni grą Zacka, jednak ten zaczyna to wykorzystywać. Gdy wyrzuca brata na korytarz w samym ręczniku, dostaje szlaban. Drużyna Tiptona musi poradzić sobie bez niego. Podczas gdy cała drużyna już wyszła Zack dowiaduje się, że Arwin był kiedyś mistrzem kręgli. Namawia go aby pomógł drużynie. Docierają na miejsce w samą porę i Arwin wraz z innymi pracownikami hotelu wygrywa z Saint Markiem. |                                        |                                       |                                                   |                                                   |
| 40 | Kept Man                               | Bogaty chłopiec                       | 30 grudnia 2007                                   | 12 grudnia 2009                                   |
| Cody i Zack narzekają na piłkę do koszykówki, która się nie odbija od ziemi. W lobby spotykają bardzo bogatego chłopaka. Zackowi bardzo podoba się nowy kolega. Dostaje od niego wiele prezentów przez co zaniedbuje przyjaźń z bratem. Cody, który pisze ważną przemowę udaje, że jest bardzo zajęty, lecz jest mu przykro. Carey tłumaczy Zackowi, że źle postępuje, jednak chłopak ignoruje matkę. W międzyczasie London i Maddie dostają jako zadanie domowe lalkę, którą mają się opiekować w parach. Dziewczyny nie chcą być razem, lecz muszą wspólnie stworzyć parę. Dziecko płacze bez przerwy. Nastolatki przez to się kłócą i oddając pracę, twierdzą, że dostaną 1, lecz siostra daje im po 6, ponieważ uważa, że idealnie zrozumiały zadanie. Notka: Ten odcinek został wyemitowany na Disney XD bez sceny wypadnięcia lalki przez okno. |                                        |                                       |                                                   |                                                   |
| 41 | The Suite Smell of Excess              | Hotelowy zapach w nadmiarze           | 31 grudnia 2007                                   | 19 grudnia 2009                                   |
| Zack i Cody mają dość tego, że wszyscy krytykują ich zachowanie i nie pozwalają im na zabawę. Bliźniaki odwiedzają Arwina, a on wyjawia im, że stworzył maszynę S.I.K.U., która pozwala przenosić się do innego wymiaru. Zack i Cody wchodzą do niej pod nieobecność Arwina i pod wpływem uderzenia piorunu przenoszą się do świata równoległego, gdzie wszystko jest inne. Pan Moseby szalał po hotelu, Lodon była biedna i pracowała na stanowisku słodyczy, a Maddie jest właścicielką hotelu, który tam nazywa się „Fitzpatrick”, zaś Esteban jest pokojówką. Mama pozwala im na wszystko, lecz sama nie ma dla nich czasu i znika na całe dni. Wkrótce oznajmia, że rusza w trasę koncertową na 3 miesiące, może nawet rok. Jej menedżerem jest Arwin, w którym Carey jest strasznie zakochana. Chłopcy orientują się, ze ciągła zabawa nie jest wcale taka fajna, więc postanawiają wrócić do starego świata. Mają jednak problem z maszyną, gdyż uruchamia się tylko, gdy uderza piorun. Chłopcy wracają z powrotem. Opowiadają wszystkim co przeżyli w innym wymiarze i obiecują, że będą bardziej posłuszni. |                                        |                                       |                                                   |                                                   |
| 42 | Going for the Gold                     | Wyścig po złoto                       | 1 stycznia 2008                                   | 26 grudnia 2009                                   |
| W hotelu odbywają się zawody na najlepszego mechanika. Nagrodą główną jest złoty przepychacz i pocałunek Carey Martin. Arwin bierze w nim udział. Przeciwnik Arwina ciągle oszukuje i Zack i Cody starają się go przyłapać, ale im się to nie udaje. Zack i Cody postanawiają zrobić wszystko aby to Arwin wygrał więc psują windę, w której jedzie oszust. Widzi to Arwin i ją naprawia, ale i tak udaje mu się wygrać. Tymczasem London postanawia otworzyć butik na co jej tata się nie zgadza, ale ona i tak to robi. Maddie podejmuje pracę w butiku London po tym jak Moseby nie chciał jej dać podwyżki. Interes kiepsko idzie. Butik London zaczyna dobrze prosperować, ale dziewczyny i tak są na minusie w wyniku czego London nie płaci Maddie, a ta odchodzi do dawnej pracy. |                                        |                                       |                                                   |                                                   |
| 43 | Boston Tea Party                       | Herbatka Bostońska                    | 2 stycznia 2008                                   | 6 lutego 2010                                     |
| Zack i Cody bawią się w parku na drzewie (akurat Cody ściąga Zacka z drzewa). Nagle przychodzi inżynier i chce ściąć drzewo. Wracają do domu i Cody chce napisać list do burmistrza. Gdy go napisał to Carey wyszła, kiedy dowiedziała się o jego długości, zaś Zack przy jego słuchaniu zasnął. W jego śnie akcja cofnęła się w przeszłość. Opłaty celne były wtedy wysokie i część mieszkańców „hotelu” postanowić zrobić rewolucję. Wykorzystali to że przybędzie statek pana Tiptona. Wyrzucili za burtę do wody całą kawę i czekoladę. Przyszedł królewski posłaniec i powiedział, że wygrali rewolucję. Po śnie Zack wpadł na pomysł, że historyczny obraz z tamtych czasów posłuży jako sprzeciw ścinania drzewa. Wszyscy dziwili się, że to jego pomysł. Zack, Cody i Carey siedli przed drzewem i go „bronili”. Arwin i London też, jednak Moseby przyszedł z decyzją od burmistrza i drzewo nie zostało ścięte. |                                        |                                       |                                                   |                                                   |
| 44 | Have a Nice Trip                       | Miłej wycieczki                       | 3 stycznia 2008                                   | 13 lutego 2010                                    |
| Zack gubi swoją deskorolkę w holu. Do Tiptona przyjeżdża miły pan z córką i potyka się o nią. Zack jest pewien, że nie zostawił deskorolki w tym miejscu. Moseby i Carey mu nie wierzą i oferują darmowy pokój w hotelu oraz swoją pomoc. 8-letnia córka mężczyzny podstępem ogrywa Zacka na automatach, a Maddie podczas gry karcianej. Zack i Cody postanawiają sprawdzić czy jej ojciec naprawdę doznał urazu w wyniku upadku na desce i odkrywają, że on udaje. Postanawiają go złapać na gorącym uczynku, ale im się nie udaje, a Cody zostaje strasznie poturbowany. Razem z Maddie mówią o wszystkim Carey a ta im wierzy. Razem udaje im się udowodnić, że dziewczynka i jej tata to oszuści. Na koniec Moseby przeprasza Zacka za to, że mu nie wierzył. Nieobecna: Brenda Song jako London Tipton |                                        |                                       |                                                   |                                                   |
| 45 | Ask Zack                               | Zapytaj Zacka                         | 4 stycznia 2008                                   | 20 lutego 2010                                    |
| Zack nie chce grać w orkiestrze, więc zgłasza się do pracy w gazetce szkolnej, której redaktorem jest Cody. Po krótkiej namowie przydziela mu kolumnę „Droga Shirley”. W kolumnie znalazł się list od dziewczyny która podoba się Zackowi. Postanowił dać jej radę, aby się z nim umówiła. Po krótkim czasie wyszło na jaw, że Zack to Shirley. Chłopak przeprosił w gazecie Darlin. W tym czasie London nie może spać. Po pięciu nocach okazało się, że to pierścionek uwierał ją pod materacem. |                                        |                                       |                                                   |                                                   |
| 46 | That’s So Suite Life of Hannah Montana | Nie ma to jak świat Hannah Montany    | 5 stycznia 2008                                   | 27 lutego 2010                                    |
| Raven Baxter przyjeżdża do hotelu i mówi Cody’emu, że przeczuwa, że chłopcu w bezrękawniku stanie się coś złego. Carey ma urodziny i wszyscy szykują dla niej przyjęcie niespodziankę. Raven prosi Maddie aby poprosiła London o włożenie sukienki jej autorstwa, ale London się na to nie zgadza. Cody boi się wyjść na przyjęcie z powodu wróżby Raven więc Zack pożycza mu swoją bluzę, a sam ubiera bezrękawnik. Maddie podmienia w garderobie London sukienkę projektanta na tę od Raven. Niczego nieświadoma London wychodzi w niej na przyjęcie. Podczas urodzin Zacka wpada na tort to właśnie okazuje się wróżbą Raven. Podstęp Maddie się wydaje i London jest na nią zła, ale do hotelu przyjeżdża Hannah Montana i chwali sukienkę i prosi o taką samą, lecz London się nie zgadza twierdząc, że taki model jest tylko jeden. Na końcu dziewczyny biją się o sukienkę i niszczą ją. |                                        |                                       |                                                   |                                                   |
| 47 | What the Hey?                          | Wagary                                | 6 stycznia 2008                                   | 6 marca 2010                                      |
| Zack i Cody spieszą się na autobus, jednak nie zdążyli. Zack przekonuje Cody’ego, żeby poszedł z nim na wagary. Zack, Cody i Bob wagarują w centrum handlowym. Do jednego ze sklepów wchodzi mama bliźniaków. Chłopcy kryją się i znajdują ulotkę o nagrywanym tu teledysku. Biorą udział w konkursie w którym wygrywa Cody. Carey przyłapuje swoje dzieci na wagarach i daje im karę. Tymczasem London dowiedziała się, że jej ojciec znów wziął ślub. Do Tiptona przyjeżdża nowa macocha London i daje jej karę. Maddie, London i jej macocha idą na zakupy. Tam znowu się kłócą. Po rozmowie London z Moseby’m ona i jej macocha zaczynają się ze sobą dogadywać. |                                        |                                       |                                                   |                                                   |
| 48 | A Middsummer’s Nightmare               | Koszmar nocy letniej                  | 7 stycznia 2008                                   | 13 marca 2010                                     |
| Zack i Cody wstępują do kółka teatralnego, żeby podrywać dziewczyny. Cody stara się zostać chłopakiem Gwen, a Zack Vanessy, zaś Agnes dziewczyną Zacka. Carey zostaje asystentką reżysera pana Forgesa. Niestety w sztuce Zack ma całować się z Gwen, więc Cody jest zazdrosny i każe bratu trzymać się od niej z daleka. Vanessa stara się pocieszyć Cody’ego i całuje go, przez co Zack też jest zazdrosny. W czasie premiery Cody stara się odzyskać Gwen, a Agnes chce w sobie rozkochać Zacka. Na scenie każdy bije się o tego, kogo kocha. Na koniec Bob wychodzi na środek i ratuje przedstawienie. Tymczasem London wraca z Japonii i dekoruje hol hotelu zgodnie z zasadą feng shui. Sądzi, że dzięki temu każdemu przydarzy się coś szczęśliwego. Esteban dostaje pieniądze, bo jego wujek znalazł na swojej ziemi ropę, Maddie znajduje 100 dolarów, a pan Moseby ma dostać sportowy zagraniczny wóz. Jednak feng shui się nie sprawdza i wszyscy znów mają pecha z wyjątkiem London. Okazało się, że wujek Estebana uszkodził rurociąg Tiptona, Maddie znalazła fałszywkę, a zagranicznym wozem Moseby’ego jest rower. Na końcu hol zostaje taki jaki zawsze był. |                                        |                                       |                                                   |                                                   |
| 49 | Lost in Translation                    | Japonka w Bostonie                    | 8 stycznia 2008                                   | 20 marca 2010                                     |
| W szkole organizowany jest tydzień międzynarodowy. Do Tiptona przyjeżdżają goście z ważnej japońskiej organizacji. Moseby sprowadza do hotelu japońską piosenkarkę aby zaśpiewała dla gości z organizacji. Zack i Cody się z nią zaprzyjaźniają. Cody przygotowuje projekt o Francji do szkoły, a Zack postanawia, że weźmie ze sobą nową znajomą z Japonii. Projekt Zacka w szkole podoba się wszystkim bardziej niż Cody’ego. Japonka postanawia iść na zakupy i z tego powodu spóźnia się na występ. Moseby jest wściekły więc występują Zack, Carey i Cody w japońskich przebraniach. Tymczasem London segreguje ciuchy i obiecuje Maddie, że odda jej te niepotrzebne. Maddie i London zostają uwięzione w jej garderobie po tym jak urwała się klamka. Na końcu Moseby uwalnia z garderoby London i Maddie a sam został w niej uwięziony. |                                        |                                       |                                                   |                                                   |
| 50 | Volley Dad                             | Nowy chłopak Carey                    | 9 stycznia 2008                                   | 27 marca 2010                                     |
| Carey spotyka nowego chłopaka, Harveya. Mężczyzna chce się oświadczyć Carey, lecz Cody nie chce z nim zamieszkać. Dzwoni po swojego tatę Kurta, który jednak polubił Harveya. Cody próbuje wszystkiego aby mama nie wyszła za niego, jednak jego tata przekonuje go, aby dał swojej mamie trochę „wolności”. Kiedy już dochodzi do kolacji zaręczynowej, pan Moseby przymierza pierścionek który niestety utknął mu na palcu, jednak Harvey i tak się oświadcza. Niestety, Carey nie przyjmuje pierścionka i odrzuca zaręczyny. W tym czasie w szkole Matki Bożej Wiecznie Bolesnej, trwają zawody w siatkówce. Do drużyny dochodzi London, która gra okropnie. Jednak zawodniczka drużyny przeciwnej obraża London, która przez to zaczyna dobrze grać. Zbliża się jednak finał zawodów i dziewczyny mają grać z najlepszą drużyną szkolną. London zaczyna znowu kiepsko grać jednak Maddie wymyśla plan jak rozwścieczyć London, i pocałowała jej chłopaka. London widzi to, i jest na Maddie wściekła, ta jednak mówi że to chłopak London zaczął ją całować, a nie ona. Dziewczyny wygrywają mecz i Maddie przyznaje się do tego że całowała (byłego) chłopaka London. London jest na nią wściekła, jednak jej wybacza.                                                            |                                        |                                       |                                                   |                                                   |
| 51 | Loosely Ballroom                       | Konkurs tańca                         | 10 stycznia 2008                                  | 1 kwietnia 2010                                   |
| Esteban zbiera pieniądze na urodziny swojej siostry więc proponuje wszystkim udział w konkursie tanecznym, do którego on ich przygotuje. Łączy ich w pary: London i Lance; Zack i Cody z bliźniaczkami; Carey i Moseby oraz on i tancerka, z którą startował będzie w kategorii zaawansowanych. Jednak kiedy ona widzi jego grupę odchodzi, a Esteban postanawia tańczyć z Carey. Moseby dostaje inną partnerkę, która przyszła na zajęcia. Zack i Cody postanawiają zamienić się dziewczynami, lecz w dzień zawodów cała kłóci się i dziewczyny odchodzą, a Zack i Cody tańczą razem. London i Lance również nie zachwycają swoją sambą, a Moseby podczas tańca ląduje za drzwiami. Carey okazuje się chora i Esteban musi tańczyć z pielęgniarką jednego z uczniów, która zadziwiająco dobrze radzi sobie w tańcu i udaje im się wygrać. Nieobecna: Ashley Tisdale jako Maddie Fitzpatrick |                                        |                                       |                                                   |                                                   |
| 52 | Scary Movie                            | Straszny film                         | 11 stycznia 2008                                  | 6 czerwca 2010                                    |
| Bliźniaki mówią mamie że chcą mieć więcej wolności osobistej po tym, jak Carey zrobiła im obciach przed Janice i Jessicą. Carey się zgadza i pozwala chłopcom iść do kina z dziewczynami, pod warunkiem że nie pójdą na „Mamę Zombie”. Jednak chłopcy łamią zakaz i idą na straszny film. Później Zack boi się filmu, i lunatykuje. Barykaduje hotel oraz pokój. W końcu wszystko się wydaje, a Zack dostaje karę. London natomiast udaje biedną przed chłopakiem w którym się zakochała, gdyż powiedział on że nie lubi bogatych, lecz długo nie wytrzymuje i mówi mu prawdę jednak on jej wybacza i idą na randkę. |                                        |                                       |                                                   |                                                   |
| 53 | Ah! Wilderness                         | Piękno puszczy                        | 12 stycznia 2008                                  | 12 czerwca 2010                                   |
| Zack, Cody, Bob, Warren i pan Moseby zakładają drużynę skautów i jadą na biwak do lasu. Carey zostaje w domu i chce zacząć malować, jednak nie może zacząć ponieważ Maddie i London cały czas do niej przychodzą i skarżą na siebie o to, że do hotelu przyjechał dawny chłopak London i Maddie się w nim zakochała o co London jest zazdrosna. W lesie skautom zaczyna brakować jedzenia, ale Zackowi udaje się złowić ryby, o co Cody staje się zazdrosny. Idąc lasem, Cody spotyka pustelnika który ma mnóstwo jedzenia i daje Cody’emu truskawki. Cody zanosi truskawki do obozu. Po kilku takich wyprawach, pustelnik sam przychodzi do obozu i cała prawda wychodzi na jaw, jednak wszyscy idą do niego na zabawę. W tym czasie Maddie i London spotykają się razem u Carey i obwiniają ją o to że dawała im różne rady. W końcu wszyscy z obozu wracają do hotelu, a ich mama wyjeżdża do lasu wypocząć. |                                        |                                       |                                                   |                                                   |
| 54 | Birdman of Boston                      | Człowiek ptak z Bostonu               | 13 stycznia 2008                                  | 4 czerwca 2010                                    |
| Nad Tiptonem przelatuje jastrząb i robi kupę na garnitur Moseby’ego. Ten postanawia się go pozbyć. Tymczasem ptak zrobił sobie gniazdo na balkonie London, która wyjechała i upoważniła do pilnowania jej apartamentu Zacka i Cody’ego. Po pewnym czasie ptak zniósł jajo. Jednak Arwin go odstraszył i ptak odleciał. Jajo zostało same w gnieździe, więc Cody postanowił wysiadywać jajo. Bliźniaczki są zachwycone instynktem opiekuńczym Cody’ego, co zaczyna denerwować Zacka. Wkrótce rodzi się nowy ptak – Bubba. Szybko dorasta i opuszcza Cody’ego. Chłopcu jest przykro, jednak jest szczęśliwy, że Bubba jest wolnym ptakiem. Nieobecna: Brenda Song jako London Tipton |                                        |                                       |                                                   |                                                   |
| 55 | Nurse Zack                             | Pielęgniarz Zack                      | 14 stycznia 2008                                  | 19 czerwca 2010                                   |
| Carey łapie przeziębienie. Cody opiekując się mamą, również się zaraża. Zack musi zrezygnować z przyjemności i zająć się mamą i Codym. Gotuje, pierze, sprząta i chodzi po zakupy. Tydzień później Carey i Cody zdrowieją, a Zack może wyjść pojeździć na desce. Tymczasem w Tiptonie Moseby organizuje konkurs na pracownika miesiąca, w którym nagrodą główną jest wycieczka do Paryża. Wszyscy pracownicy hotelu rzucają sobie kłody pod nogi, aby wygrać wycieczkę. Nikt nie zauważa London, która prosi o pomoc. Moseby ma już dosyć konkursu i mianuje pracownikiem miesiąca Carey, która z powodu choroby jako jedyna nie denerwowała gości. London wraca z Paryża i okazuje się, że prosząc wszystkich o pomoc, miała na myśli wspólne zakupy właśnie tam. |                                        |                                       |                                                   |                                                   |
| 56 | Club Twin                              | Klub u Bliźniaków                     | 15 stycznia 2008                                  | 20 czerwca 2010                                   |
| Zack i Cody postanowili założyć własny klub w Tiptonie. Z trudnością przekonali pana Moseby’ego, aby udostępnił im salę balową. Głównym organizatorem dyskotek w klubie początkowo został Cody, lecz nikt nie przychodził na zabawę. Wtedy Zack przejął stery i dzięki niemu klub cieszył się popularnością. Następnie wpadł na pomysł, aby robić imprezy tematyczne. Pierwszym tematem były lata 60. Zack jednak, zajęty organizowaniem następnej dyskoteki, nie dopilnował tego, by na zabawę przyszły odpowiednie tancerki i zespół. Wszyscy wyszli z sali, a bliźniakom ledwo starczyło pieniędzy na pokrycie kosztów związanych z ich klubem. Tymczasem London zakłada swoją własną linię kosmetyków i daje je na przetestowanie Maddie. Okazało się, że jej kosmetyki mają zupełnie odwrotne działanie i zdruzgotana Maddie musi walczyć ze swoim okropnym wyglądem. |                                        |                                       |                                                   |                                                   |
| 57 | Risk It All!                           | Zaryzykuj Wszystko!                   | 16 stycznia 2008                                  | 4 września 2010                                   |
| Zack i Cody oglądają w telewizji program „Zaryzykuj Wszystko” i postanawiają wziąć w nim udział. Zack i Cody zostają wybrani z widowni do udziału w programie. Kibicuje im mama. Zack i Cody przechodzą do finału, nagrodą główną jest wycieczka na Hawaje, o której Carey zawsze marzyła. Zack jest już zmęczony i nie chce grać, ale Cody go namawia i przez to przegrywają wszystko co do tej pory wygrali, a nagrodą pocieszenia jest weekend w hotelu Tipton. Moseby zatrzymuje dłużej w pracy Maddie i Estebana. Zdenerwowana Maddie pisze e-mail do Moseby’ego, aby dać upust złości, ale nie zamierza go wysłać jednak przypadkiem robi to London. Maddie i Esteban włamują się do gabinetu Moseby’ego aby skasować list z jego komputera. London stoi na czatach. Plan Maddie i Estebana udaje się zrealizować, ale niestety okazuje się, że Moseby odebrał list w komórce. Maddie i Esteban przepraszają za wszystko i udaje im się zachować pracę. |                                        |                                       |                                                   |                                                   |
| 58 | Nugget of History                      | Trochę historii                       | 17 stycznia 2008                                  | 5 września 2010                                   |
| Babcia Moseby’ego przyjeżdża z wizytą. Pomaga Zackowi z jego wypracowaniem na historię. Zack dostaje tróję i tydzień kary, gdyż nauczyciel stwierdził, że wszystko jest zmyślone. Zack i babcia Moseby’ego muszą udowodnić, że nauczyciel się mylił. Tymczasem Maddie pracuje na zmianę w barze. Awansowała za ladę, będąc wcześniej kurką Kasią, jednak przez London jej szef przywrócił ją do z powrotem roli kurki Kasi a London zaczęła pracować za ladą. Dziewczyna wpada w tarapaty gdy przychodzą kibice. Prosi Maddie żeby jej pomogła w zamian za zapłatę połowy ceny za samochód na który Maddie zarabia. Wkrótce dziewczyny zwolniły się z pracy a London kupiła bar i zatrudniła Maddie. |                                        |                                       |                                                   |                                                   |
| 59 | Miniature Golf                         | Minigolf                              | 18 stycznia 2008                                  | 11 września 2010                                  |
| Zack i Cody idą na podwójną randkę na minigolfa, jednak Zack przegrywa z Ellą. Postanawia pokonać ją za wszelką cenę. Okazuje się, że pan Moseby świetnie gra w minigolfa i zostaje on nauczycielem Zacka. Wtedy Zack wygrywa ze swoją dziewczyną i kłóci się z nią. Potem przeprasza ją za swoje zachowanie a ona mówi, że dała mu wygrać. Carey postanowiła prowadzić zdrowy styl życia. London zakłada klub książki w którym są jej dwie przyjaciółki. Mają przeczytać Dumę i uprzedzenie. London na początku się nie chce, ale Maddie zachęca ją do tego, przytaczając nieco akcję powieści. Na końcu dziewczyny z klubu książki London kłócą się i obrzucają plackami. |                                        |                                       |                                                   |                                                   |
| 60 | Health & Fitness                       | Zdrowie i uroda                       | 19 stycznia 2008                                  | 12 września 2010                                  |
| W Tiptonie panuje Bostoński Tydzień Zdrowia i w tym celu wszyscy pracownicy zostają przebadani. Wyniki Paola nie są najlepsze i Cody proponuje mu dietę. London oferuje Maddie udział w pokazie mody. Carey mówi Zackowi, że od tej pory koniec ze słodyczami. Paolo ciągle podjada więc Cody przyprowadza go na noc do ich apartamentu. Koleżanka London mówi Maddie, że jest zbyt chuda, a London, że jest za gruba. Dziewczyny biorą sobie to do serca i Maddie zaczyna ciągle jeść, a London ćwiczy i nic nie je. Zack i Paolo budzą się w nocy i idą podjadać do kuchni. Znajdują ich Carey i Cody. Cody mówi Paolo, że bardzo się na nim zawiódł, a Carey proponuje Zackowi dietę: mniej słodyczy więcej warzyw. Podczas pokazu London mdleje z głodu, a Maddie ma mdłości. Dziewczyny zdają sobie sprawę, że wcale nie są ani za grube, ani za chude. Paolo wprowadza nowe menu z warzywami, które smakuje i jemu i Zackowi. |                                        |                                       |                                                   |                                                   |
| 61 | Back in the Game                       | Powrót do gry                         | 20 stycznia 2008                                  | 18 września 2010                                  |
| Drużyna koszykówki, która jeździ na wózkach, zatrzymuje się w Tiptonie. Zack znajduje sposób, by przekonać swojego przyjaciela, Jamiego, który jeździ na wózku, by powrócił do sportu. Dzwoni do niego i mówi że w hotelu jest Jessica Simpson. Chłopak przyjeżdża do hotelu i dowiaduje się, że nie była to prawda. W szkole odbywa się mecz koszykówki dzięki któremu mają zostać zebrane pieniądze dla szkoły. Drużyna Arwina który jest jej kaptanem przegrywa. Widząc to, Jamie postanawia pomóc kolegom. Maddie chce zrobić film jako projekt do szkoły, w którym występują London, Lance i pan Moseby, jednak nie za bardzo jej się to nie udaje. Gościnnie: Nathan Kress jako Jamie |                                        |                                       |                                                   |                                                   |
| 62-63 | The Suite Life Goes Hollywood          | Nie ma to jak hotel w Hollywood       | 21 stycznia 2008 (cz. 1) 22 stycznia 2008 (cz. 2) | 19 września 2010 (cz. 1) 25 września 2010 (cz. 2) |
| Do hotelu Tipton przyjeżdżają producenci filmowi. Widząc, co dzieje się w hotelu, postanawiają nakręcić film. Moseby, London, Carey, Zack, Cody i Maddie jadą do Hollywood. W prywatnym samolocie London, Maddie gubi walizkę z ubraniami. Każdy opowiada twórcom nowego serialu historię hotelu ze swojego punktu widzenia. Wkrótce rozpoczyna się kręcenie serialu. Każdy ma coś do aktorów ich grających. Chłopcy którzy grają Zacka i Cody’ego są za mali i nie podobają się szefom stacji. Zack i Cody by zwrócić na siebie uwagę wjeżdżają wózkiem w stolik i pada propozycja żeby zagrali w tym serialu głównych bohaterów. Carey nie jest pewna czy to dobry pomysł, ale w końcu się zgadza. Podczas nagrywania pierwszego odcinka Cody tak się denerwuje że zapomina roli. Moseby, Maddie i London zostają wyrzuceni z planu filmowego za to że za bardzo się wtrącali i pouczali aktorów. Maddie i London zauważają Johnny’ego Deppa. Chcąc go pocałować, udają kaskaderki, jednak on i tak całuje prawdziwe aktorki. Pod koniec Zack i Cody kłócą się. Z tego powodu producenci znajdują 2 nowe gwiazdy – bliźniaczki (The Veronicas), które śpiewają. Na koniec wszyscy wracają do Bostonu.                                                                                |                                        |                                       |                                                   |                                                   |
| 64 | I Want My Mummy                        | Chcę moją mumię                       | 23 stycznia 2008                                  | 25 września 2010                                  |
| London wraca z Peru z masą historycznych pamiątek, wraz ze starożytnym medalionem i mumią. Esteban mówi, że krąży klątwa. Przez Skippy’ego Zack i Cody dowiedzieli się, że mumia jest w pokoju London, więc zakradli się do niego żeby ją zobaczyć. Niestety, bliźniaki wyrzucają mumię przez okno. Zack wspina się po markizie żeby zdjąć mumię, a Cody ją udaje, by nikt niczego się nie domyślił. Maddie i Esteban czują, że mumia powinna wrócić tam skąd przyszła. Przebierają jedną ze starych lalek Maddie za mumię i zamieniają ją z Codym. Okazuje się, że oryginalna mumia to fałszywka. |                                        |                                       |                                                   |                                                   |
| 65 | Aptitude                               | Test zdolności zawodowych             | 24 stycznia 2008                                  | 26 września 2010                                  |
| Zack i Cody wypełniają „test zdolności zawodowych”. Cody’emu wychodzi że zostanie woźnym, a Zackowi że zostanie biznesmenem. Cody się załamuje i przestaje zupełnie o siebie dbać. Zack za to na odwrót zaczyna się uczyć i elegancko ubierać. W końcu ich mama Carey idzie do siedziby firmy, gdzie został stworzony ten test, i udowadnia im że mogą zostać kim chcą. W tym czasie Maddie ratuje ambasadora przed udławieniem się i trafia do gazet oraz do programu telewizyjnego. London zaczyna zazdrościć Maddie i sama zaczyna się dławić. Maddie ją ratuje i znowu trafia do gazet. London zaczyna jej coraz bardziej zazdrościć. Niestety, następnego dnia w gazetach pojawia się artykuł o jamniku który wyniósł kota z płonącego budynku. W ten sposób sława Maddie przemija. |                                        |                                       |                                                   |                                                   |